# Інтендант
Інтендант від фр. intendant – посадова особа в збройних силах, що відповідала за забезпеченням військ продовольством, зброєю, військово-господарчим майном і організацією побутового обслуговування особового складу. 
Інтенданти існували з XIX ст. у французькій, німецькій, російській, австро-угорській та інших арміях, у радянських збройних силах (1940–1955, 1958–1959 рр.). Була посада інтенданта і в УПА, зокрема в сотнях куреня «Месники».

## Країни

### Іспанія
В монархічній Іспанії голова особливої адміністративної одиниці — інтенденсії.

### Франція
Інтендант – посадова особа у Франції у XV–XVIII ст., відав окремою галуззю державного управління: торгівлею, фінансами тощо. Посада була введена кардиналом Рішельє. Він прагнув до централізації адміністративного апарату. У XVII–XVIII ст. існували також інтенданти провінцій, що мали судову, поліцейську, фінансову та частково військову владу на місцях. Крім того, посадовець у збройних силах, який займається питаннями постачання. 
1581 р. Генріх III затвердив посаду «головного інтенданта» при дворі. Першим «головним інтендантом музики» був італійський скрипаль Бальтазаріні де Бельджозо, який поставив спектакль «комедійний балет королеви», у якому вперше музика і танець дані як сценічна дія. Так виник придворний балет.

### Росія
Інтендант (генерал-інтендант) – посада в польовому штабі російської армії 1812–1868 рр., запроваджена відповідно до положень про польове управління військами «Учреждение для управления большой действующей армией» (Засади управління великою діючою армією). Інтендант відповідав за продовольче, фінансове, медичне, ветеринарне та речове забезпечення армії.